# Теза (Східні Піренеї)
Теза́ (фр. Théza) — муніципалітет у Франції, у регіоні Окситанія, департамент Східні Піренеї. Населення — 2171 особа (01.01.2021).
Муніципалітет розташований на відстані близько 700 км на південь від Парижа, 135 км на південний захід від Монпельє, 9 км на південний схід від Перпіньяна.

## Історія
До 2015 року муніципалітет перебував у складі регіону Лангедок-Русійон. Від 1 січня 2016 року належить до нового об'єднаного регіону Окситанія.

## Демографія
Динаміка населення (Insee ):
Розподіл населення за віком та статтю (2006):
| Стать | Всього | До 15 років | 15-24 | 25-44 | 45-64 | 65-85 | Понад 85 |
| --- | ------ | ----------- | ----- | ----- | ----- | ----- | -------- |
| Чоловіки | 637    | 109         | 91    | 176   | 148   | 109   | 4        |
| Жінки | 704    | 117         | 106   | 180   | 160   | 125   | 16       |
| \| Статево-вікова піраміда \| Статево-вікова піраміда \| Статево-вікова піраміда \| \| ----------------------- \| ----------------------- \| ----------------------- \| \| Чоловіки \| Вік \| Жінки \| \| 4 \| 85 + \| 16 \| \| 20 \| 80-84 \| 20 \| \| 31 \| 75-79 \| 27 \| \| 27 \| 70-74 \| 47 \| \| 31 \| 65-69 \| 31 \| \| 43 \| 60-64 \| 31 \| \| 31 \| 55-59 \| 59 \| \| 35 \| 50-54 \| 35 \| \| 39 \| 45-49 \| 35 \| \| 47 \| 40-44 \| 27 \| \| 55 \| 35-39 \| 59 \| \| 47 \| 30-34 \| 51 \| \| 27 \| 25-29 \| 43 \| \| 32 \| 20-24 \| 55 \| \| 59 \| 15-20 \| 51 \| \| 43 \| 10-14 \| 55 \| \| 35 \| 5-9 \| 35 \| \| 31 \| 0-4 \| 27 \| |        |             |       |       |       |       |          |
| Статево-вікова піраміда |        |             |       |       |       |       |          |
| Чоловіки | Вік    | Жінки       |       |       |       |       |          |
| 4 | 85 +   | 16          |       |       |       |       |          |
| 20 | 80-84  | 20          |       |       |       |       |          |
| 31 | 75-79  | 27          |       |       |       |       |          |
| 27 | 70-74  | 47          |       |       |       |       |          |
| 31 | 65-69  | 31          |       |       |       |       |          |
| 43 | 60-64  | 31          |       |       |       |       |          |
| 31 | 55-59  | 59          |       |       |       |       |          |
| 35 | 50-54  | 35          |       |       |       |       |          |
| 39 | 45-49  | 35          |       |       |       |       |          |
| 47 | 40-44  | 27          |       |       |       |       |          |
| 55 | 35-39  | 59          |       |       |       |       |          |
| 47 | 30-34  | 51          |       |       |       |       |          |
| 27 | 25-29  | 43          |       |       |       |       |          |
| 32 | 20-24  | 55          |       |       |       |       |          |
| 59 | 15-20  | 51          |       |       |       |       |          |
| 43 | 10-14  | 55          |       |       |       |       |          |
| 35 | 5-9    | 35          |       |       |       |       |          |
| 31 | 0-4    | 27          |       |       |       |       |          |

## Економіка
2010 року серед 895 осіб працездатного віку (15—64 років) 611 були активними, 284 — неактивними (показник активності 68,3%, у 1999 році було 64,0%). З 611 активних мешканців працювали 504 особи (274 чоловіки та 230 жінок), безробітними було 107 (48 чоловіків та 59 жінок). Серед 284 неактивних 115 осіб було учнями чи студентами, 89 — пенсіонерами, 80 були неактивними з інших причин.

У 2010 році в муніципалітеті числилось 607 оподаткованих домогосподарств, у яких проживали 1489,5 особи, медіана доходів виносила 16 630 євро на одного особоспоживача